# Ranoidea daviesae
A Ranoidea daviesae a kétéltűek (Amphibia) osztályának békák (Anura) rendjébe, a Pelodryadidae családba, azon belül a Pelodryadinae alcsaládba tartozó faj.

## Előfordulása
A faj Ausztrália endemikus faja. Természetes élőhelye szubtrópusi és trópusi síkvidéki esőerdők, száraz erdők, száraz bozótosok és folyók. A fajt élőhelyének elvesztése fenyegeti.